# Таль, Христиан Яковлевич
Христиан Яковлевич фон Таль — основатель посёлка Северный Ивдельского района Свердловской области, основатель и владелец Сосьвинского завода, автор системы Таль.

## Биография
Родился в дворянской семье. Брат Александр (1840—1911) будущий генерал от кавалерии, герой русско-турецкой войны 1877—1878 годов. Другой брат действительный статский советник с 1905 года Павел Яковлевич Таль служил в МИДе в 1863—1906 годах, был консулом в Мемеле (1880), в Кёнигсберге (1885), в Чикаго (1891), консулом (1895), генеральный консул в Любеке (1904); нештатным консулом в Бремене (1907).
Закончил Санкт-Петербургский Императорский университет в 1856 году.
Был участником Политехнической выставки 1872 года в Москве с проектом собственной системы Таль.
Николае-Павдинский завод
Был управляющим Николае-Павдинского завода.
Сосьвинский чугуноплавильный завод
21 мая 1876 года казна уступила потомственному дворянину Х.Я. фон Талю 120 тыс. десятин «в местности, лежащей между левым берегом реки Сосьвы на границе Пермской и Тобольской губерний» за 170 тысяч рублей. Директор Горного департамента Ф. И. Раселли 11 июня 1877 года смог подписать договор с Х.Я. фон Талем, проживавшим в Петербурге по улице Бол. Московская дом 11. Подтверждение купчей у нотариуса произошло лишь 8 мая 1880 года в Петербурге. Со слов Христиана Яковлевича, он приступил к строительству Сосьвинского чугуноплавильного завода 10 сентября 1880 года. Из-за нехватки средств 30 января 1881 года он создал товарищество Сосьвинского чугуноплавильного завода, в которое вошли баварский подданный Антон Иванович Лессинг, инженер генерал-майор Густав Егорович Струве. Товарищество избрало Таля директором-распорядителем, снабжая необходимыми денежными средствами. Завод нуждался в руде, и общество выкупили ряд железных рудников, в том числе труднодоступный Северный рудник на Лозьве. Однако на 2 января 1882 года все эти рудники были утверждены Горным Правлением за Талем. В ходе строительства завода пайщики переуступили право на сооружение предприятия Обществу Коломенского завода. 11 апреля 1885 года Сосьвинский округ перешёл Обществу Коломенского завода со всеми долгами и обязанностям бывшего владельца за 240 тысяч рублей (с учётом 136 тысяч рублей долга казне), сделка была утверждена 9 августа 1888 года. Однако рудники Таля, нужные для завода, были выкуплены у него через торги лишь в 1892 году. 18 мая 1894 года Обществу удалось погасить долги Сосьвинского округа перед казной. После чего 19 августа 1894 года Общество Коломенского завода продало Сосьвинский округ владелице Богословского округа Н. М. Половцовой, при этом сам Сосьвинский горнозаводский округ утратил свою самостоятельность и вошёл в состав Богословского округа.
Лозьвинский завод
23 декабря 1883 года Таль подал прошение Главному начальнику Уральских горных заводов, где сообщал, что уже два года как он начал добычу руды на Северном и Афанасьевском рудниках и перевозит руду на Сосьвинский завод. 26 марта 1884 года Таль подал новое прошение, в котором сообщал, что он согласен возвести новый чугуноплавильный и железоделательный завод по реке Малой Лозьве (Тынья) на условиях предлагаемых Управлением. Однако, министр государственных имуществ, рассмотрев означенное ходатайство, «удовлетворить таковое не признал возможным». Лозьвинский завод так и не был построен, но, начав в 1882 году разработку Северного железного рудника, Христиан Яковлевич тем самым основал посёлок Северный Ивдельского района. Кроме того, в 1870-х годах предлагал проект строительства железной дороги от станции Кушва до реки Сосьва.
Общество «Ермакъ»
3 мая 1896 года Христиан Яковлевич учредил уральское акционерное общество «Ермакъ» с капиталом в 14 928 160 рублей для устройства чугуноплавильного завода около города Верхотурья, проведения «Ермаковской железной дороги» от станции Кушва Уральской железной дороги до пристани на реке Сосьве, протяжённостью с ветвями 199 версты (изыскания Ермаковской железной дороги сделаны и окончены весною 1896 года инженером Бурковским), для устройства на реке Сосьве пароходной верфи с шестью собственными пароходами (тремя по 100 л.с. каждый с баржами для доставки с верховьев рек Оби и Иртыша каменного угля для надобности железной дороги и чугуноплавильного завода и тремя малыми на реках Оби и Иртыша).
Сибирско-Уральская научно-промышленная выставка
Христиан Яковлевич будучи членом УОЛЕ выступил в начале 1884 года с идеей проведения Сибирско-Уральской научно-промышленной выставки (1887).
В июне 1899 года помогал Дмитрию Ивановичу Менделееву материалом во время экспедиции на Урал, что отражено в книге «Уральская железная промышленность в 1899 году».
Семья
Жена Аделаида Эрнестовна фон Таль (?—после 25.05.1918).
Сын надворный советник Яков Христианович фон Таль (8.11.1872—4.01.1936), закончил Императорское коммерческое училище в 1893 году, был стажёром в 1897—1898 годах, 2-й секретарём в 1898—1906 годах в миссии в Дании, секретарём посольства в США в 1906—1911 годах, секретарём миссии в 1911—1912 годах, поверенный в делах миссии в Португалии. В сентябре 1911 передал министру иностранных дел Ж. Пиншейру Чагашу ноту о признании Россией Португальской республики (Россия стала последней из европейских держав, признавшей республиканское правительство Португалии). Был награждён орденами Св. Станислава 3-й степ. и Св. Анны 3-й степ. После 1917 в эмиграции, жил во Франции. Скончался в Париже, похоронен на кладбище Сент-Женевьев-де-Буа.
Сын камер-юнкер Евгений Христианович Таль (8.11.1872—25.09.1941), закончил Императорское коммерческое училище в 1893 году, служил в белых войсках Восточного фронта, вице-директором департамента железнодорожных дел Министерства финансов правительства адмирала Колчака, в эмиграции во Франции. 5.06.1884 года по приезде в Екатеринбург был записан восприемником при крещении Сергия Николаевича Кузнецова в Екатерининском соборе г. Екатеринбурга, сын прислуги, чьими родителями были крестьянин Московской губернии Богородского уезда Запонорской волости деревни Давидовой Николай Фёдоров Кузнецов и Анна Матфеева, оба православные. «Восприемники: потомственный дворянин Евгений Христианов Таль и крестьянская девица Евгения Николаева Кузнецова», тоже из прислуги.